# 危以平
危以平（16世紀—17世紀），雲南蒙化府人，明朝政治人物。

## 生平
危以平為人正直、孝友治家，是隆慶四年（1570年）庚午科雲南鄉試舉人，授雲夢知縣，為政縝密而個性恬淡，廢除雜徵、解決疑獄、懲罰奸猾、修學課士，三年後因父母逝世回鄉，服闋後復任，雲夢士民踴躍歡呼，到百里外迎接他，再三年後陞嚴州同知，才識練達，兩次代理府事，多次署任知縣，所至政平訟理，有清白風範，任滿後辭官回鄉，嚴州人民都思念他。

## 引用
1. 1 2  康熙《蒙化府志·卷五·人物志》：危以平 隆慶庚午科舉人，古行方直，無有表裏，孝友治家一繩於禮，任浙江嚴州府同知，咸謂有清白風。
2. ↑  光緒《雲夢縣志畧·卷六·職官》：危以平，舂容縝密、恬淡淵宏，一切嗜好泊如也，捐苛徵、決疑獄、懲奸猾、修學課士，任三年以憂去，服闋復任，雲夢士民踴躍懽呼，走百里外迎之。
3. ↑  光緒《嚴州府志·卷十二·遺愛上》：危以平，蒙化人，原令雲夢六載，擢本郡同知，才識練達，兩署府篆，厯署六邑，所至政平訟理，比報滿即解組歸，民至今思之。